# Talbrücke Albrechtsgraben
Le Talbrücke Albrechtsgraben est un pont en arc situé en Thüringe, en Allemagne.